# 也克吉兒
也克吉兒，又称也儿吉尼，原本是史姓，河西唐兀人，元朝政治人物。乞台普济的长子，釐日之兄。
也克吉兒二十二岁时，从跟随海山在北庭作战。也克吉儿率领左卫射士为前锋，抵御海都。将敌将击倒堕马，斩其首而还。海山将马鞍赐给他。敌军夜袭辎重，他又率领数百骑击败。大德四年，再次战胜海都军，收获人畜无算。大德五年（1301年），海都大举进攻和林，率领数十骑出入敌阵，击退敌军。大德十年（1306年），跟随海山逾越金山，斩获万余人。大德十一年（1307年），也克吉兒作为首功。海山即位为元武宗，授也克吉兒为资德大夫、同知枢密院事。六月，赐虎符、大府院使、唐兀亲军都指挥使。七月，加特进、遥授中书左丞，又进升为知枢密院事，兼典瑞院使。至大元年（1308年）五月，兼仁虞院使。十一月，拜御史大夫。元仁宗即位，改任知枢密院事。去世。其弟釐日，光禄大夫，遥授中书左丞相，兼将作院使；尔禄，年少为沙门，后赐御服帽，不祝发，佥宣政院事。